# Roei no uta
Roei no uta (露営の歌, « Le Chant de la caserne ») est le titre d'une chanson du genre gunka composée par Yūji Koseki avec  des paroles de Kīchirō Yabūchi. La chanson est commercialisée par Nippon Columbia en octobre 1938.

## Histoire
À la suite du déclenchement de la seconde guerre sino-japonaise en juillet 1937, 
la demande pour des chants patriotiques destinés à remonter le moral du public et des militaires s'accroît dans l'empire du Japon. Les journaux organisent régulièrement des concours et demandent au public de leur proposer des chansons et des paroles de chansons. Les paroles de Roei no Uta sont ainsi choisies à l'issue d'un concours organisé conjointement par le Tokyo Nichi Nichi Shimbun et l'Osaka Mainichi Shimbun. Le jury, composé d'autorités telles que l'écrivain Kan Kikuchi et le poète Hakushū Kitahara, accorde le premier prix à Roei no Uta de Kīchirō Yabūchi. Le compositeur Yūji Koseki âgé de 28 ans est choisi pour mettre les paroles en musique.
Nippon Columbia enregistre la chanson peu après avec les chanteurs Tadaharu Nakano, Akira Matsudaira, Noboru Kirishima, Hisao Itō et Akira Sasaki accompagnés par l'orchestre de studio Nippon Columbia sous la direction du compositeur. La chanson, à l'origine face B de Shingun no uta (進軍の歌, Chant de l'avancée) interprétée par l'orchestre de l'Académie militaire de Toyama et son chœur masculin, éclipse rapidement l'autre titre en popularité et se vend finalement à plus de 600 000 exemplaires.
La chanson devient l'un des gunka les plus célèbres au Japon, établissant Yūji Koseki au premier plan parmi les compositeurs japonais de l'époque.

## Source de la traduction
- (en) Cet article est partiellement ou en totalité issu de l’article de Wikipédia en anglais intitulé « Roei no Uta » (voir la liste des auteurs).